# Välen (Fagerhults socken, Småland)
Välen är en sjö i Högsby kommun i Småland och ingår i Emåns huvudavrinningsområde. Sjön är 18 meter djup, har en yta på 2,65 kvadratkilometer och befinner sig 183,4 meter över havet. Sjön avvattnas av vattendraget Nötån. Vid provfiske har abborre, gädda, löja och mört fångats i sjön.

## Delavrinningsområde
Välen ingår i det delavrinningsområde (633669-149046) som SMHI kallar för Utloppet av Välen. Medelhöjden är 194 meter över havet och ytan är 21,96 kvadratkilometer. Det finns inga avrinningsområden uppströms utan avrinningsområdet är högsta punkten. Nötån som avvattnar avrinningsområdet har biflödesordning 2, vilket innebär att vattnet flödar genom totalt 2 vattendrag innan det når havet efter 92 kilometer. Avrinningsområdet består mestadels av skog (71 %) och jordbruk (12 %). Avrinningsområdet har 2,64 kvadratkilometer vattenytor vilket ger det en sjöprocent på 12 %.